# Baticz Barnabás
Baticz Barnabás (Budapest, 1970–) magyar alkalmazott grafikus, bélyegtervező.

## Tanulmányai
A Képző- és Iparművészeti Szakközépiskolai érettségi után a Pannónia Filmstúdióban dolgozott animációs háttérkivitelezőként. Ezután felvételt nyert 1990-ben a Magyar Képzőművészeti Egyetemre, s reklámgrafika szakon diplomázott. További két év után 1997-ben mester-oklevelet nyert.

## Pályafutása
A munkával eltöltött évek alatt a reklámgrafika szinte minden területén dolgozott. Részt vett a X. Országos tervezőgrafikai biennálén 1996-1997-ben.
2003-ban az Európai Unióhoz való csatlakozási szerződés alkalmából „Az európai uniós csatlakozási szerződés aláírása” elnevezésű alkalmi bélyegblokk első napi bélyegzésére a Külügyminisztériumban került sor. A Baticz Barnabás grafikusművész által tervezett blokk bélyegképén - a csatlakozási szerződés aláírásának jelképeként - egy lúdtollat tartó kéz látható. A blokk az aláíró országra, Magyarországra utalva a budai Vár, illetve az aláírás helyszínét, Athént jelképezve az Akropolisz egy részletét is ábrázolja. A bélyegblokk érdekessége, hogy UV-fényben a Külügyminisztérium EU-csatlakozási logója tűnik rajta elő az eredetiség ellenőrizhetőségére. A Magyar Posta először bocsátott ki ilyen bélyeget. Az 500 forintos névértékben, 104x70 milliméteres vágási méretben készült blokk 120 ezer sorszámozott példányban kerül forgalomba.
2007. május 9-én jelent meg az „Europa 2007” 100 éves a cserkészmozgalom. A kísívben átlós elhelyezkedésben, két különböző bélyeg található: az egyiken vízitúrázó cserkészek, a másikon a cserkészet egyik szimbólumaként ismert, az első cserkész dzsembori alkalmával készített emlékkő látható. A keretrajzon az alapítóként ismert Lord Robert Baden-Powell félalakos portréja található. Körülötte, alnyomatszerűen a természetben táborozó, túrázó cserkészek láthatóak. Mind a bélyegképeken, mind az ívszélen megtalálható a Nemzetközi Cserkészszövetség emblémája. Az alkalmi boríték és bélyegző grafikáját további cserkészmotívumok díszítik.
2007-ben a Budapest bélyegem ív tervezését végezte el. A húsz bélyegképet tartalmazó íven belül öt bélyegkép váltakozva követi egymást, melyeken a főváros főbb nevezetességei közül a Széchenyi lánchíd, a Parlament, a Budavári Palota, a Hősök tere és a Halászbástya részlete látható.
Ugyancsak 2007-ben került forgalomba a Ballagás bélyegeim 4 db ívből álló bélyegblokk, melyből hármat Baticz Barnabás tervezett. Az ívben váltakozó két bélyegkép közül az egyiken a ballagás jellemző szimbólumai (oklevél, tarisznya, kalap), a másikon egy matrózblúzt viselő, ballagó diáklány látható.
A 2009-ben a Máriabesnyői kegyszobor megtalálásának 250. és a Pécsi egyházmegye alapításának ezredik évfordulójára kiadandó alkalmi bélyeg megtervezésére Baticzot kérte fel a Magyar Posta. Az első augusztus 14-én, a második 19-én jelent meg 200, illetve 300 ezer példányban.
A 2009-ben Nagykarácsonyban megnyílt szeretetpostán a Baticz Barnabás tervezte zöld színű bélyegzőket használták 2009. november 29. és december 26. között.
Jelenleg Benedek Imre képzőművésszel a kétszemélyes Graph Zeppelin Reklámgrafikai Stúdió munkatársa.
Budafokon él feleségével és két gyermekével.
Részt vesz lokálpatriótaként a Budafok-Tétény Általános Ipartestület és a MAGOSZ szervezésében a XXII. kerületi iskolákat jó minőségű hazai almával rendszeresen ellátó akcióban.

## Művei
- 2000 — A „HUNPHILEX 2000 Budapest” elnevezésű nemzetközi bélyeg-, könyv- és képeslapkiállítás alkalmával kiadott bélyeg.  Archiválva 2016. március 4-i dátummal a Wayback Machine-ben
- 2000 — A magyar olimpiai érmesek sorozata  Archiválva 2016. március 4-i dátummal a Wayback Machine-ben
- 2002 — Az Országház építésének 100. évfordulójára megjelent bélyeget  Archiválva 2020. augusztus 15-i dátummal a Wayback Machine-ben
- 2002 — 450 éve Európa védvonalában blokk  Archiválva 2020. augusztus 20-i dátummal a Wayback Machine-ben
- 2003 — A magyar tudomány jeleseinek évfordulós sorozatát. A kisívet és annak bélyegképeit Baticz Barnabás grafikusművész tervezte. [halott link]
- 2003 — A Magyar Posta által Extrém sportok témában indított bélyegsorozat. [halott link]
- 2003 — „Az európai uniós csatlakozási szerződés aláírása” elnevezésű alkalmi bélyegblokk   Archiválva 2020. augusztus 11-i dátummal a Wayback Machine-ben
- 2007 — Ballagás bélyegeim Ballagás bélyegem I. – matrózblúz; Ballagás bélyegem II. – tintatartó; Ballagás bélyegem III. - tarisznya  Archiválva 2015. április 2-i dátummal a Wayback Machine-ben
- 2007 — „Europa 2007” 100 éves a cserkészmozgalom
- 2007 — Budapest bélyegem. Megjelenési időpont: 2007. július 16. A húsz bélyegképet tartalmazó íven belül öt bélyegkép váltakozva követi egymást, melyeken a főváros főbb nevezetességei közül a Lánchíd, a Parlament, a Budavári Palota, a Hősök tere és a Halászbástya részlete látható.
- 2008 — Magyarországi kisebbségek I. – Romák
- 2008 — Magyarországi kisebbségek II. – Németek  A bélyeghez tartozó alkalmi borítékon egy falurészlet, a bélyegzőn a bélyegen is látható embléma stilizált rajza szerepel.
- 2009 — Karácsony - Feszty Masa: Úti Boldogasszony
- 2009 — 1000 éves a Pécsi Püspökség
- 2009 — A máriabesnyői kegyszobor megtalálásának 250. évfordulója.
- 2009 — 82. Bélyegnap - Ezeréves Visegrád – blokk
- 2010 — 83. Bélyegnap sor és blokk, Sopron. Megjelenés: 2010. március 26. a 80 forintos bélyegen a soproni Orsolyita- és a Nagyboldogasszony-templom, a 105 Ft-os címleten pedig a Mária-oszlop és a Hűségkapu látható
- 2020 — Karácsony – a bélyegen Giovanni Battista Salvi (1609-1685): Mária az alvó gyermek Jézussal című festménye látható

## Egyéb munkái
Részt vett az Ellenfény, 1996-ban indult, főként előadóművészeti tematikájú lap munkájában.